# Psoralea axillaris
Psoralea axillaris är en ärtväxtart som beskrevs av Carl von Linné d.y.. Psoralea axillaris ingår i släktet Psoralea och familjen ärtväxter. Inga underarter finns listade i Catalogue of Life.